# Эласмозавриды
Эласмозавриды (лат. Elasmosauridae) — семейство вымерших пресмыкающихся из отряда плезиозавров. Жили с позднего триаса до конца мела во всех водах мирового океана (228—66,0 млн лет назад).
Представители этого семейства обладали самыми длинными шеями среди плезиозавров. Например, у эласмозавров она в 14 раз превышала длину головы, а количество шейных позвонков было равно 76.

## Классификация
По данным сайта Paleobiology Database, на ноябрь 2024 года в семейство включают 42 вымерших рода:
- Роды incertae sedis
  - Alexeyisaurus Sennikov & Arkhangelsky, 2010
  - Callawayasaurus Carpenter, 1999
  - Cardiocorax Araújo et al., 2015
  - Chubutinectes O'Gorman et al., 2023
  - Cimoliasaurus Leidy, 1851
  - Eromangasaurus Kear, 2005
  - Fluvionectes Campbell et al., 2021
  - Fresnosaurus Welles, 1943
  - Gronausaurus Hampe, 2013
  - Jucha Fischer et al., 2020
  - Lagenanectes Sachs et al., 2017
  - Leivanectes Paramo-Fonseca et al., 2019
  - Leurospondylus Brown, 1913
  - Scanisaurus Persson, 1960
  - Stereosaurus Seeley, 1869
  - Thalassiosaurus Welles, 1943
  - Thalassonomosaurus Welles, 1943
  - Wapuskanectes Druckenmiller & Russell, 2006
  - Zarafasaura Vincent et al., 2011
- Подсемейство Alzadasaurinae
  - Alzadasaurus Welles, 1943
  - Ogmodirus Williston & Moodie, 1913
- Клада Weddellonectia O'Gorman & Coria, 2017
  - Aphrosaurus Welles, 1943
  - Futabasaurus Sato et al., 2006
  - Kaiwhekea Cruickshank & Fordyce, 2002
  - Kawanectes O'Gorman, 2016
  - Marambionectes O’Gorman et al., 2024
  - Morenosaurus Welles, 1943
  - Tuarangisaurus Wiffen & Moisley 1986
  - Vegasaurus O'Gorman et al., 2015
  - Подсемейство Aristonectinae Otero et al., 2012
    - Alexandronectes Otero et al., 2016
    - Aristonectes Cabrera, 1941
    - Mauisaurus Hector, 1874
    - Morturneria Chatterjee & Creisler, 1994
    - Wunyelfia Otero & Soto-Acuña, 2020
- Клада Euelasmosaurida O'Gorman 2019
  - Libonectes Carpenter, 1997
  - Thalassomedon Welles, 1943
  - Подсемейство Elasmosaurinae [syn. Styxosaurinae Otero, 2016]
    - Albertonectes Kubo et al., 2012
    - Elasmosaurus Cope, 1868
    - Hydrotherosaurus Welles, 1943
    - Nakonanectes Serratos et al., 2017
    - Styxosaurus Welles, 1943 [syn. Hydralmosaurus Welles, 1943]
    - Terminonatator Sato, 2003

### Отдельные представители
- Wapuskanectes betsynichollsae — жил на территории современной провинции Альберта (Канада) около 105 млн лет назад. Описан в 2006 году на основе посткраниального скелета (плечевого пояса и позвонков)[4].
- Zarafasaura oceanis — жил на территории нынешнего Марокко около 68 млн лет назад. Был описан в 2011 году на основе частичного черепа[5].